# Dryoscopus cubla
Cubla-de-almofadinha ou picanço-de-almofadinha-austral (Dryoscopus cubla) é uma espécie de ave da família Malaconotidae.
Pode ser encontrada nos seguintes países: Angola, Botswana, Burundi, República Democrática do Congo, Quénia, Lesoto, Malawi, Moçambique, Namíbia, Ruanda, Somália, África do Sul, Essuatíni, Tanzânia, Zâmbia e Zimbabwe.
Os seus habitats naturais são: florestas secas tropicais ou subtropicais e savanas áridas.